# Липовецкий, Марк Наумович
Ма́рк Нау́мович Липове́цкий (фамилия при рождении — Лейдерма́н; род. 2 июня 1964, Свердловск) — российский и американский литературовед и литературный критик. Доктор филологических наук.

## Биография
Родился в семье литературоведа Наума Лазаревича Лейдермана и Лили Иосифовны Вассерман. Взял фамилию бабушки.
В 1986 году окончил филологический факультет Уральского государственного университета.
В 1986—1989 годах работал в Свердловском дошкольном педагогическом училище.
В 1989 году защитил кандидатскую диссертацию на тему «Советская литературная сказка: основные тенденции развития».
В 1989—1992 годах преподавал в Екатеринбургском государственном театральном институте (история зарубежного театра, а также спецкурс по современной драматургии), в 1992—1996 годах — в Уральском педагогическом университете.
В 1996 году защитил докторскую диссертацию на тему «Русский постмодернизм: поэтика прозы».
В 1996 году переехал в США, был профессором кафедры германских и славянских языков и литературы и преподавателем программы сравнительного литературоведения Университета Колорадо в Боулдере.
В 2010 году был членом жюри XXX областного конкурса и фестиваля «Браво!» (Екатеринбург).
В 2019 году стал профессором кафедры славянских языков Университета Колумбия.

### Семья
- Жена — Татьяна Михайловна Лейдерман.
  - Сын — Даниил Маркович Лейдерман.

## Признание
- 1993 — премия журнала «Знамя» в номинации «Литературная критика» за статью «Современность тому назад»[источник не указан 565 дней];
- 1994—1995 — стипендия Фонда Фулбрайта[источник не указан 565 дней];
- 1997 — короткий список премии «Малый Букер»[источник не указан 565 дней];
- 1998 — победитель конкурса вузовских учебников в гуманитарных дисциплинах Фонда Сороса (вместе с Н. Л. Лейдерманом)[источник не указан 565 дней];
- 2000—2001 — грант фонда «Евразия» (Social Sciences Research Council)[источник не указан 565 дней];
- 2006 — стипендия Фонда Леверхюльм (Великобритания)[источник не указан 565 дней];
- 2008 — короткий список премии Андрея Белого[источник не указан 565 дней];
- 2013 — премия журнала «Знамя» за статью «Политическая моторика Захара Прилепина»[источник не указан 565 дней];
- 2015— премия Американской ассоциации преподавателей славянских языков и литератур за выдающийся вклад в науку[источник не указан 565 дней];
- 2019 — премия Андрея Белого в номинации «За заслуги перед русской литературой»[3];
- 2021 — Премия Георгия Гамова (George Gamow Award) за исследования современной русской литературы[4].

## Публикации на русском

#### Монографии
- Липовецкий М. Н. Свободы чёрная работа: статьи о литературе. — Свердловск: Средне-Уральское книжное издательство, 1991. — 269 с. — ISBN 5-7529-0357-2.
- Липовецкий М. Н. Поэтика литературной сказки (на материале русской литературы 1920–1980-х годов). — Свердловск: Издательство Уральского государственного университета, 1992. — 183 с. — ISBN 5-7525-0344-2.
- Липовецкий М. Н. Русский постмодернизм: очерки исторической поэтики. — Екатеринбург: Издательство Уральского государственного педагогического университета, 1997. — 317 с. — ISBN 5-7186-0363-4.
- Липовецкий М. Н. Паралогии. Трансформации (пост)модернистского дискурса в русской культуре 1920–2000-х годов. — Москва: Новое литературное обозрение, 2008. — 840 с. — ISBN 978-5-86793-588-7.
- Липовецкий М. Н., Боймерс Б. Перформансы насилия: литературные и театральные эксперименты «новой драмы». — Москва: Новое литературное обозрение, 2012. — 371 с. — ISBN 978-5-86793-943-4.

#### Сборники статей и журнальные блоки
- М. Н. Липовецкий, И. В. Кукулин, М. Л. Майофис. Весёлые человечки. Культурные герои советского детства. — М.: Новое литературное обозрение, 2008. — 556 с. — ISBN 978-5-86793-649-5.
- М. Н. Липовецкий,И. В. Кукулин, М. Л. Майофис, Е. А. Добренко. Неканонический классик: Дмитрий Александрович Пригов (1940–2007). — М.: Новое литературное обозрение, 2010. — 784 с. — ISBN 978-5-86793-748-5.
- М. Н. Липовецкий,Е. А. Добренко,И. А. Калинин. Это просто буквы на бумаге... — М.: Новое литературное обозрение, 2018. — 712 с. — ISBN 978-5-4448-0912-9.

#### Редактура
- Пригов Д. А. Собрание сочинение в пяти томах / автор проекта И. Д. Прохорова, куратор проект М. Н. Липовецкий. — Москва: Новое литературное обозрение, 2013–2019. — ISBN 978-5-4448-0035-5.
  - Пригов Д. А. Монады. Как-бы-искренность / ред.-сост. М. Н. Липовецкий. — Москва: Новое литературное обозрение, 2013. — Т. 1. — 780 с. — 3000 экз. — ISBN 978-5-4448-0036-2.
  - Пригов Д. А. Москва. Вирши на каждый день. / ред.-сост. Б. Обермайр, Г. Витте. — Москва: Новое литературное обозрение, 2016. — Т. 2. — 952 с. — 2000 экз. — ISBN 978-5-4448-0037-9.
  - Пригов Д. А. Монстры. Чудовищное/Трансцендентное. — Москва: Новое литературное обозрение, 2017. — Т. 3. — 950 с. — 2000 экз. — ISBN 978-5-4448-0038-6.
  - Пригов Д. А. Места. Своё/Чужое / ред.-сост. М. Н. Липовецкий, Ж. Г. Галиева. — Москва: Новое литературное обозрение, 2019. — Т. 4. — 1160 с. — 1000 экз. — ISBN 978-5-4448-0039-3.
  - Пригов Д. А. Мысли. Избранные манифесты, статьи, интервью. / ред.-сост. М. Н. Липовецкий, И. В. Кукулин. — Москва: Новое литературное обозрение, 2019. — Т. 5. — 792 с. — 1000 экз. — ISBN 978-5-4448-0040-9.

#### Учебные пособия
- Липовецкий М. Н., Лейдерман Н. Л., Барковская Н. В. Русская литература XX века. — Екатеринбург: Издательство Уральского государственного педагогического университета, 1998. — 72 с. — ISBN 5-7186-0090-2.
- Липовецкий М. Н., Лейдерман Н. Л., Барковская Н. В., Ложкова Т. А. Практикум по жанровому анализу литературного произведения. — Екатеринбург: Издательство Уральского государственного педагогического университета, 1998. — 20 с. — ISBN 5-7186-0121-6.
- Липовецкий М. Н., Лейдерман Н. Л. Современная русская литература. В трёх книгах. — Москва: УРСС, 2001. — ISBN 5836002029.
- Липовецкий М. Н., Лейдерман Н. Л. Современная русская литература. 1950–1990 годы. В двух томах. — Москва: Academia, 2003. — ISBN 5-7695-0957-0.
- Липовецкий М. Н., Лейдерман Н. Л. Современная русская литература. 1950–1990 годы. В двух томах. — Москва: Academia, 2006. — ISBN 5-7695-2662-9.
- Липовецкий М. Н., Лейдерман Н. Л. Русская литература XX века. 1950–1990-е годы. В двух томах. — 3-е изд. — Москва: Academia, 2008.
- Липовецкий М. Н., Лейдерман Н. Л. Русская литература XX века. 1950–1990-е годы. В двух томах. — 5-е изд. — Москва: Academia, 2010. — ISBN 978-5-7695-6582-3.
- Липовецкий М. Н., Лейдерман Н. Л., Литовская М. А. Русская литература XX века: 1930-е — первая половина 1950-х годов. В двух томах. — Москва: Academia, 2014.

## Публикации на английском

#### Монографии
- Lipovetsky M. Russian postmodernist fiction: dialogue with chaos / Ed. Eliot Borenstein.. — Armonk, New-York: M. E. Sharpe, 1999. — 331 с. — ISBN 0-7656-0177-X.
- Lipovetsky M., Beumers B. Performing violence: literary and theatrical experiments of new russian drama. — Bristol: Intellect Press, 2009. — 315 с.
- Lipovetsky M. Charms of cynical reason: the transformations of the trickster trope in soviet and post-soviet culture. — Boston: Academic Studies Press, 2011. — 296 с.
- Lipovetsky M. Postmodern Crises: From Lolita to Pussy Riot. Boston: Academic Studies Press, 2017. 263 pp.
- Lipovetsky M., Kahn A., Reyfman I., Sandler S. A history of Russian literature. — Oxford: Oxford University Press, 2018. — 939 с. — ISBN 978-0-19-966394-1.

#### Сборники и спецвыпуски журналов
- Lipovetsky M., Balina M. Dictionary of literary biography: russian writers since 1980. — Detroit: Gale Group, 2003.
- Lipovetsky M., Baraban E., Borenstein E. Innovation through Iteration: Russian Popular Culture Today // Slavic and East European Journal. — 2004. — № 48:3. — С. 356–483.
- Lipovetsky M., Brodsky A., Spieker S. The imprints of terror: rhetorics of violence and violence of rhetoric in modern russian culture // Wiener Slawistischer Almanach. — 2006. — № 64.
- Lipovetsky M., Beumers B. The desire for the real: documentary trends in contemporary russian literature // The Russian Review. — 2010. — № 69:4. — С. 559–688.
- Lipovetsky M., Balina M., Goscilo H. Politicizing magic: an anthology of russian and soviet fairy tales. — Detroit: Gale Group, 2005. — 432 с. — ISBN 9780810120327.
- Lipovetsky M., Brougher V., Miller F. Fifty writers: an anthology of 20th century russian short stories. — Boston: Academic Studies Press, 2011. — 790 с. — ISBN 978-1-936235-22-3.
- Late Soviet and Post-Soviet Literature: A Reader. The Thaw and Stagnation. Ed. by Mark Lipovetsky and Lisa Ryoko Wakamiya. Boston: Academic Studies Press; Vol. 2, 2015.
- Late Soviet and Post-Soviet Literature: A Reader. Post-Soviet Literature. Ed. by Mark Lipovetsky and Lisa Ryoko Wakamiya. Boston: Academic Studies Press; Vol. 1, 2014.
- Transgressive Women in Modern Russian and East European Cultures: From the Bad to the Blasphemous. Ed. by Beth Holmgren, Yana Hashamova, and Mark Lipovetsky. London and New York: Routledge, 2016.
- Russia — Culture of (Non) Conformity: From the Late Soviet Time to the Present, a special issue ed. by Klavdia Smola and Mark Lipovetsky, Russian Literature, Volumes 96-98 (February-May 2018).
- Russian Poetry in the 2000s-2010s, a special issue of Russian Studies in Literature, vol. 54, issues 1-3 (2018). Edited and with an introduction by Mark Lipovetsky.
- 21: Short Prose from the Odd Century. Ed. By Mark Lipovetsky. Boston: Academic Studies Press, 2019.